# Dylan Andrade
Dylan Jerome Andrade Bodden (Puerto Cortés, Cortés, Honduras, 8 de marzo de 1998) es un futbolista hondureño. Juega como defensa y su equipo actual es el Juticalpa FC de la Liga Nacional de Honduras.

## Trayectoria

### Platense
El 11 de abril de 2015, bajo la conducción técnica de Carlos Tábora, debutó de manera profesional, en un partido contra Victoria en el Estadio Ceibeño, que terminó con una derrota de 2-1 en el marcador.

### Honduras Progreso
El 19 de julio de 2017, fue fichado por el Honduras Progreso, como pedido expreso de Wilmer Cruz. El 23 de septiembre de 2017 realizó su debut con los «progreseños», durante la derrota por 3-2 contra Real España, jugando los 90 minutos.

## Selección nacional

### Selecciones menores
Fue convocado por Honduras por primera vez para disputar el Campeonato Sub-17 de la Concacaf de 2015 con la selección hondureña sub-17, que por aquel entonces era dirigida por José Francisco Valladares. En esa competición se enfrentó a Jamaica, Cuba, Trinidad y Tobago, Estados Unidos, Guatemala y, tras perder la final contra México, consiguió la clasificación a la Copa Mundial de Fútbol Sub-17 de 2015, que se disputó en Chile, y en la cual jugó los tres juegos de la fase de grupos. 
Jugó, además, con la selección sub-20, de la cual se convirtió en uno de sus principales referentes durante el Campeonato Sub-20 de la Concacaf de 2017 y la Copa Mundial de Fútbol Sub-20 de 2017, siendo capitán de aquella escuadra. También fue convocado para los XI Juegos Deportivos Centroamericanos, donde la sub-20 se adjudicó la medalla de oro.
Participaciones en Campeonatos de Concacaf
| Campeonato de Concacaf    | Sede       | Resultado  | PJ | Goles |
| ------------------------- | ---------- | ---------- | -- | ----- |
| Campeonato Sub-17 de 2015 | Honduras   | Subcampeón | 6  | 1     |
| Campeonato Sub-20 de 2017 | Costa Rica | Subcampeón | 6  | 0     |

Participaciones en Copas del Mundo
| Copa del Mundo              | Sede          | Resultado    | PJ | Goles |
| --------------------------- | ------------- | ------------ | -- | ----- |
| Copa Mundial Sub-17 de 2015 | Chile         | Primera fase | 3  | 0     |
| Copa Mundial Sub-20 de 2017 | Corea del Sur | Primera fase | 2  | 0     |

## Estadísticas

### Clubes
Actualizado al último partido jugado el 14 de septiembre de 2018.
| Club                       | Temporada           | Div.                | Liga  | Liga  | Copas Nacionales | Copas Nacionales | Copas Internacionales(1) | Copas Internacionales(1) | Total | Total |
| Club                       | Temporada           | Div.                | Part. | Goles | Part.            | Goles            | Part.                    | Goles                    | Part. | Goles |
| -------------------------- | ------------------- | ------------------- | ----- | ----- | ---------------- | ---------------- | ------------------------ | ------------------------ | ----- | ----- |
| Platense Honduras          |                     |                     |       |       |                  |                  |                          |                          |       |       |
| 2014-15                    | 1.ª                 | 3                   | 0     | -     | -                | -                | -                        | 3                        | 0     |       |
| 2015-16                    | 1.ª                 | 8                   | 0     | -     | -                | -                | -                        | 8                        | 0     |       |
| 2016-17                    | 1.ª                 | 12                  | 0     | -     | -                | -                | -                        | 12                       | 0     |       |
| Total                      | Total               | 23                  | 0     | 0     | 0                | 0                | 0                        | 23                       | 0     |       |
| Honduras Progreso Honduras |                     |                     |       |       |                  |                  |                          |                          |       |       |
| 2017-18                    | 1.ª                 | 11                  | 0     | -     | -                | 0                | 0                        | 11                       | 0     |       |
| 2018-19                    | 1.ª                 | 2                   | 0     | -     | -                | -                | -                        | 2                        | 0     |       |
| Total                      | Total               | 13                  | 0     | 0     | 0                | 0                | 0                        | 13                       | 0     |       |
| Total en su carrera        | Total en su carrera | Total en su carrera | 36    | 0     | 0                | 0                | 0                        | 0                        | 36    | 0     |
| (1)Incluye Liga Concacaf.  |                     |                     |       |       |                  |                  |                          |                          |       |       |

## Palmarés

### Campeonatos internacionales
| Título                                            | Club                      | Lugar   | Año  |
| ------------------------------------------------- | ------------------------- | ------- | ---- |
| Medalla de Oro Juegos Deportivos Centroamericanos | Selección Honduras Sub-20 | Managua | 2017 |